# Fort Pitt Regiment
Fort Pitt Regiment é um clube americano de futebol  com sede em Pittsburgh, Pensilvânia . Fundada em 2013, a equipe fez sua estreia na temporada em 2014 como membro da National Premier Soccer League (NPSL) na Conferência dos Grandes Lagos da região Centro-Oeste. A equipe recebeu o nome de um concurso de equipes que incluía West Penn United e Pittsburgh Rebellion como as outras duas opções.  